# Stalker (bok)
Stalker (diakritiskt tecknad ryska: Маши́на жела́ний, Masjína zjelánij, ordagrann svenska: "Önskningarnas maskin") är en kort (96 sidor) bok skriven av bröderna Arkadij och Boris Strugatskij baserad på ett utkast till filmen Stalker (1979), som bygger på en del i dessa författares tidigare roman Picknick vid vägkanten.
Den översattes till svenska av Kjell Rehnström och Sam J. Lundwall och publicerades av Lundwall Fakta & fantasi år 1987. ISBN 91-86222-27-9